# Мухаммед Реза Самаді
Мухаммед Реза Самаді (перс. محمدرضا صمدی; 1 січня 1971) — іранський боксер, призер Азійських ігор, чемпіон Азії.

## Аматорська кар'єра
На Азійських іграх 1994 здобув дві перемоги, програв у фіналі Олегу Маскаєву (Узбекистан) і отримав срібну медаль.
На чемпіонаті світу 1995 програв в другому бою. На чемпіонаті Азії 1995 здобув три перемоги і став чемпіоном.
На Олімпійських іграх 1996 програв в першому бою  Дункану Доківарі (Нігерія).
На чемпіонаті Азії 1997 здобув три перемоги і став чемпіоном. На чемпіонаті світу 1997 програв в першому бою. Того ж року став чемпіоном перших Західноазійських ігор.
На Азійських іграх 1998 здобув дві перемоги, програв у фіналі  Мухтархану Дільдабекову (Казахстан) і отримав срібну медаль.